# 競馬場

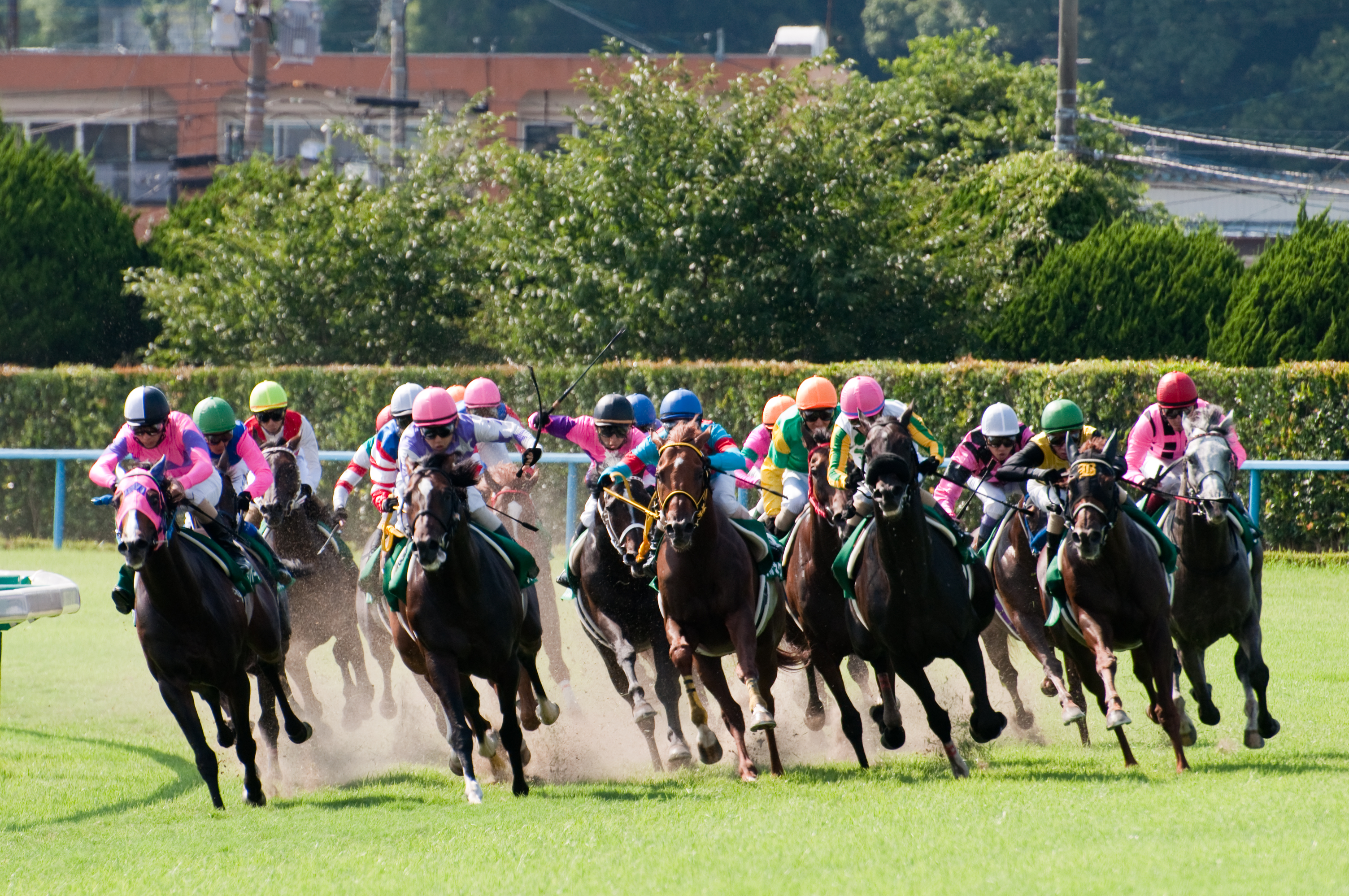
競馬場での競馬

競馬場（けいばじょう）とは、競馬を行う施設である。
狭義の競馬場は競走馬による競走（レース）を行うための馬場（コース）そのものを意味するが多くの場合、レース観戦のためのスタンドなどコース周辺に設置される様々な施設をも含めた総称を競馬場という。
競馬場には競走を行うに当たって必要な馬場や競馬を円滑に行うための各設備のほか、観客が来場ならびに観戦に必要な設備を有することが多い。

## 歴史
近代競馬の基礎が築かれたイギリスの競馬では、ヘンリー8世の治世下にあった1540年にチェスターの郊外にあるルーディに初の常設競馬場（チェスター競馬場）が設けられた。1711年にはアン女王がウィンザー城にほど近いアスコットに王室所有のアスコット競馬場を開設した。イギリスの競馬場のロイヤル・エンクロージャー（Royal Enclosure）と呼ばれるエリアにはドレスコードが設けられており、現代に至るまで競馬場は社交場として機能している。
このようにもっぱら競走を行う目的の施設が建造されるようになった歴史は他の様々な競技と比べても古く、一般的に英語でRacecourseあるいはRacetrack（主にアメリカ）といえば、馬を意味するhorseという単語を明示せずとも競馬場を意味しており、敢えてhorseという単語が明示されることは少なく、例えば中央競馬の競馬場の英語名も東京競馬場がTokyo Racecourseとされている。なお、競馬以外を行うコース・トラックはrace courseあるいはrace trackというように単語を切り離して表現される。

## 馬場・コース・走路
競馬の競走を行うためのコースのこと。走路とも呼ばれる。材質、形態など様々でありあり、また本馬場の内部にも様々な設備がある。
本馬場は1つ以上からなり、大きな競馬場となると平地競走用の馬場のほかに障害競走用の馬場などが別途設けられる。さらに練習用の馬場が併設される場合もある。
なお、記事中の「馬場」「コース」「走路」は、基本的に同一の設備を指す。

### 馬場の材質
馬場に使われる素材としては芝やダート、砂、ウッドチップ、オールウェザーなどがあり、複数種類の馬場が設けられている競馬場もある。
日本の中央競馬の芝コースは競馬場によって野芝のコース、洋芝のコース、「オーバーシード」を施したコースとある。各競馬場の造園課により芝が養生され、ラチなどを組みあわせて開催時期にあった管理が行われている。
日本のダートコースは昔は砂馬場（現在、日本には砂馬場は存在しない）と呼ばれていたものを改良したものである。アメリカ合衆国のダートコースを模範に導入したとされているがアメリカと日本の気候の違いから日本では日本の気候にあったダートコースが整備されており、アメリカのダートコースとは異なる。
ウッドチップコースは木の屑などを敷き詰めた馬場である。芝コースに比べて足への負担が軽いとされている。ウッドチップコースは調教用にのみ用いられ、実際の競走では用いられない。日本の競馬場では函館競馬場と門別競馬場に設置されている（その他、トレーニングセンターや育成牧場に設置されている）。
近年はオールウェザーと呼ばれる人工素材を利用したコースが世界の複数の競馬場で導入されている。現在、日本の競馬場では人工素材のコースは存在していないが、競走馬の育成・調教施設には導入しているところもある。

### 馬場の形態
コースレイアウトは一般的にはトラック状が多いが、そうでないものも多い。トラック状であっても歪な形や多角形をしたコースや、直線を組み合わせたコースなど様々である。
日本においてはばんえい競馬を除き、トラック状のコースが採用されている。アメリカにはトラック状のコースが多い。ヨーロッパでは元々存在した自然地形を利用して設計された競馬場が多いため、不定形な形状のものが多い。極端な場合にはスコットランドのハミルトンパーク競馬場（Hamilton Park Racecourse）の様に1マイル近い芝の直線コースの先端部近くに長距離走用の小さな折り返し用コースを組み合わせだけという、さながら鰻の寝床の様なコースすら存在する。ばんえい競馬（帯広競馬場）は直線200メートルの走路上に、2箇所の山（障害）が設置されている。
トラック状のコースはほとんどの場合、コース毎に周回方向が決まっており両回りに対応するコースは極めて稀である。アメリカでは全てのトラックコースを持つ競馬場が左回りで統一されているが、大半の国では周回方向の統一はされていない。
なお、日本においては観客席からみて目の前の直線の最後に決勝線が設けられている。

#### スパイラルカーブ
スパイラルカーブとは、入口から出口にかけて半径が小さくなる複合曲線によって構成されるコーナーのこと。進入時（1コーナー、3コーナー）にゆるやかで徐々に2コーナー、4コーナーになるにつれてきつくなるため、コーナー進入時はスピードを落とさずに進入でき徐々にコーナーがきつくなるので外に膨らみやすく、最後の直線で馬群がばらけやすいといわれている。
中央競馬のローカル開催場、あるいは地方競馬場の多くのコーナーがスパイラルカーブを採用している。これらの競馬場は4大主場（東京競馬場、中山競馬場、京都競馬場、阪神競馬場）に比べてコースの幅員が狭い上、最後の直線が短い。そのため最後の直線でコースロスの少ない内側に馬が密集してしまうと前の馬を裁くのに手間取り、差しや追い込みが決まりにくくなってしまう。進路妨害行為や落馬事故発生の可能性も充分考えられる。その結果、多くの競走が逃げ、先行だけで決まってしまうという単調なものになってしまうため競走をより多様なものにするのにスパイラルカーブが導入されている。これらの競馬場では最後の直線が短いことから3コーナー手前、早い場合には向こう正面から後方にいた馬がコースの外側を回り、内側の馬を捲くっていく戦法も多く取られるが、これもコーナー進入時にスピードを落とさなくていいスパイラルカーブの特性が生かされている。なお、前述のようにスパイラルコーナーを採用した場合馬群がばらけやすいため、芝コースの馬場内側を保全する効果も得られるとされている。
ただし、スパイラルカーブを採用する場合はコースの周回方向が決まっている事が前提となり、逆回りコースへ改修する際は大幅な改修を要することとなる。また、特異な例ではあるが両回りコースとするのは困難となる。

#### オープンストレッチ
オープンストレッチとは、ゴール前の直線において他の区間よりも内ラチを広く取るコース形状のことを指す。通常のコースと異なり内側閉じ込められていた馬が内側に出ることで前詰まりを防ぐことが出来る。
フランスのパリロンシャン競馬場では凱旋門賞ウィークでのみ使われており、仮柵から解放された内側コースの芝は良好となっている。そのため、前方で走る馬にも走りやすいというメリットが存在する。

### 馬場の呼称

#### 日本
日本の競馬場は多くの場合、長円形をしており、長い2本の直線と90度に方向転換する4つのカーブで構成されている。日本ではこれらの4つのカーブに特定の名称が与えられている。
ゴールを過ぎて最初のカーブから順に第1コーナー、第2コーナー、バックストレッチ（向正面）の直線、第3コーナー、第4コーナーと呼ぶ。再びホームストレッチ（最後の直線）に戻ってくる。
通常は第4コーナーがその競走で最後のカーブとなり、特別に最終コーナーと呼ぶ。これはあくまでもゴールからの通過順をもとにした名称であり、例えばバックストレッチ側の直線から競走がスタートした場合には、はじめに通過するコーナーが第3コーナーである。
競馬は競走が行われる距離によってスタート地点が変わる。例えば東京優駿（日本ダービー）は東京競馬場の2400メートルで行われ、ホームストレッチの半ばからスタートし、第1コーナー、第2コーナー、バックストレッチ、第3コーナー、第4コーナー（最終コーナー）、最後の直線、ゴールという順で概ねコースを1周する。小さい競馬場では同じ2400メートルでも1周では足りないので1周半になることがあり、向こう正面からスタート、第3コーナー、第4コーナー、手前の直線、第1コーナー、第2コーナー、向こう正面の直線、第3コーナー、第4コーナー（最終コーナー）、最後の直線、ゴールとなる。この場合当然、第3コーナーや第4コーナーは2回通過することになり「1周目の第3コーナー」などと表現することもある。1回目の第4コーナーを「最終コーナー」とは呼ばない。
競馬に関する文章では表記を簡略化するため「コーナー」を「角」と表記（読みは「かく」）し第1コーナーを「1角」、第2コーナーを「2角」などと表すことがある。ただし通常、第4コーナーは「4角」であって「最終角」とは言わない。例えば第3コーナーで先頭にたってそのままゴールした場合に、「3角先頭」などと表現する。通常、口語ではこれらの表現は用いないが、戦時中に英語が敵性語として使用が制限されていた際に、日本語に置き換えるように指導された際には第1角、第2角という風に表現していた事もある。

#### 欧米
コースのカーブに「第1コーナー」などの名前がついておらず順に"first turn"、"second turn"、"third turn"と呼ぶ。したがって日本のように、「第3コーナーからスタート」「第4コーナーを2回通過する」というようには表現しない。
最後の直線に入る手前のカーブを特別に「タッテナムコーナー（tattenham corner）」とか「タッテナム（tattenham）」と呼ぶことがある。元来のタッテナム（Tattenham）とは、エプソムダービーが行われるエプソム競馬場の最後のカーブ地点近辺の地名であり通常「タッテナムコーナー」とはこのエプソム競馬場の最後のコーナーのことであるが、転じて他の競馬場でも「最後のカーブ」の意味で用いられることがある。エプソム競馬場の最寄り駅は「タッテナムコーナー駅」である。「タッテナムコーナー」は単に「最後のカーブである」という順番を表すだけでなく「ここからが最後の勝負である」というような意味合いもあり、日本語の「天王山」に近いニュアンスを持っている。

#### 坂・丘

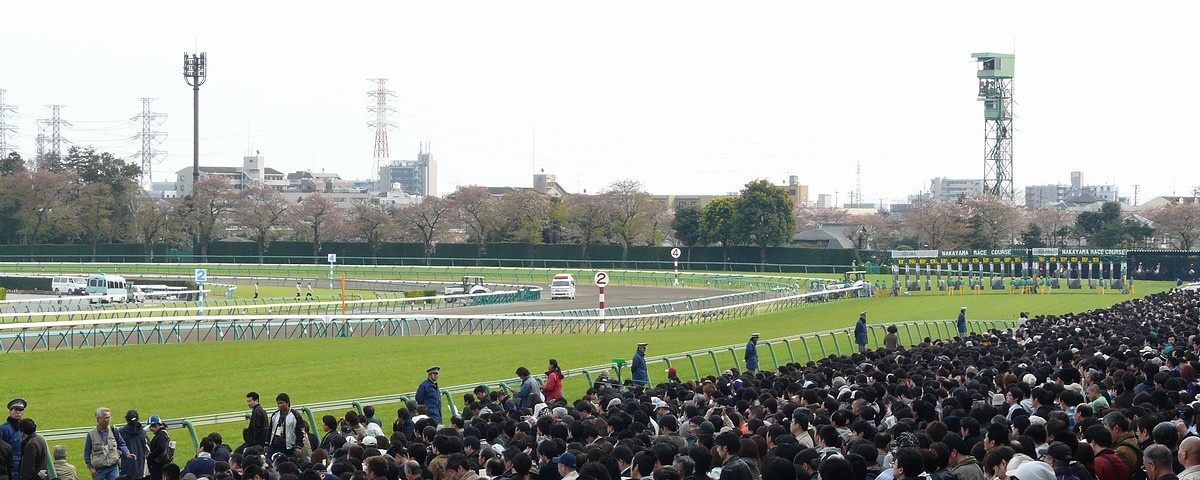
中山競馬場ゴール前の急坂

走路には自然に、あるいは人工的に勾配が設けられ「坂」と呼ばれる。坂は直線に設けられることが多いが、それ以外の場所にも緩やかだが存在している。一見平坦に見えても坂を上り下りしていることがあり、故に観客席から見ていると最後の直線に設けられている上り坂以外は認識しにくいことが多いが、競馬場のコースには坂はつきものである。他に京都競馬場の第3コーナーの坂は上り下りの「坂」で有名である。また、イギリスのエプソム競馬場には下ってから上る坂があり、アメリカのサンタアニタ競馬場にはスタートしてすぐに下っていく坂がある。旧盛岡競馬場（1995年廃止）では向こう正面から4コーナーにかけて高低差8.8mに及ぶ急坂があり名物であった。
障害競走やばんえい競走では平地競走の「坂」以上の100m前後（ばんえい競走の場合はもっと短い）の間に高低差が2メートル以上に及ぶ勾配が設置される。これを坂路またはバンケット（障害競走のみ）などと呼ぶ。日本の競馬場にある坂路のような、短い距離の間に急激な高低差のある勾配は日本にしか存在しない。中山競馬場の2号坂路は高低差5.3mに及ぶ。
ヨーロッパの競馬場によく見られる勾配はもとの自然の地形を反映していることが多く、「丘（hill）」と表現される。

#### 襷
第3コーナーから第1コーナーへ、もしくは第4コーナーから第2コーナーへというようにトラック状の走路を斜めに横切る走路が別に設置される。これを襷（たすき）コースと呼ぶ。日本では障害競走用の走路に用いられる。かつては東京競馬場、新潟競馬場、中京競馬場にも存在したが、東京競馬場の襷コースは1998年2月の「東京障害特別（春）」を最後に廃止され、跡地には馬券売り場が設置されたほか、コースの一部は芝の養生地として活用されている。また、新潟競馬場も2000年の走路全面改修工事（右回りから左回りに変更）の際に廃止、さらに中京競馬場も2010年春から2011年いっぱいにかけての全面改築工事の際に廃止された（中京競馬場ではコースの跡地が残されている）。アメリカなどでは平地競走でも襷コースが使われることがある。一例としてはアメリカンオークスのハリウッドパーク競馬場（2013年廃止）の芝10fは襷コース上からの発走であった。

#### 内回り・外回り
一部の競馬場には、同一の素材の走路を独立して2本設ける、もしくは走路の一部を2つ重ねる（途中で分岐する）ものが存在する。競馬番組では内側にある走路を使用する競走では内回り、外側の走路を使用する競走では外回りと称して使用する走路が分かるように明記する。日本中央競馬会の競馬番組上では、内回りには何にもつけず、外回りを使用する場合のみ外回りと明記するという表記方法を採用している。
日本の場合、独立した2本の走路を設けている競馬場として船橋競馬場[ダート]（ただし定期開催は外回りのみ利用）が、走路の一部を2つ重ねる形態を持つ競馬場として中央競馬の中山競馬場[芝]・京都競馬場[芝]・阪神競馬場[芝]・新潟競馬場[芝]と地方競馬の大井競馬場[ダート]、門別競馬場[ダート]がある。後者のうち中山競馬場以外は第3〜第4コーナーで内・外回りが分かれ、中山競馬場は第2〜第3コーナーで内・外回りが分かれる。
一部の長距離競走では1周目は外回りを使用し、2周目は内回りを使用するなどの複雑な使用をする場合もある。例えば有馬記念は内回りとされているが、第3コーナーから奥の外回りコースにスタートが設定されており、そこから内回りとの合流地点までは外回りコースを走る。
阪神競馬場と新潟競馬場では内回りと外回りの距離差が1ハロン（200m）で割り切れる距離のため（阪神競馬場は400m、新潟競馬場は600m）、ハロン棒は内回り・外回りの両方の残り距離を表示できるものを使用している。
1960年代前半には中山競馬場の第3〜第4コーナーに走路を2つに分ける移動柵を置いていた時期がある。この時期の有馬記念では第3コーナーの奥からスタートして1周目の第4コーナーにかけて移動柵の外側を通過して直線に入り、2周目の第3コーナーから移動柵の内側を通過して最後の直線に入っている。これらは1966年の中山競馬場のコース改修で向う正面に完全な外回りコースが完成してからは内外に分けることは無くなった。
なお、競馬番組で明記された走路と異なる走路を走った場合には1頭だけの場合には競走中止として扱われ、全馬が異なる走路を走った場合には競走不成立（1944年の長距離特殊競走（後の菊花賞）が一例）とされる。
走路の一部が平面交差する競馬場は存在するが、鈴鹿サーキットの様な立体交差するような走路は存在しない。

#### ポケット・シュート

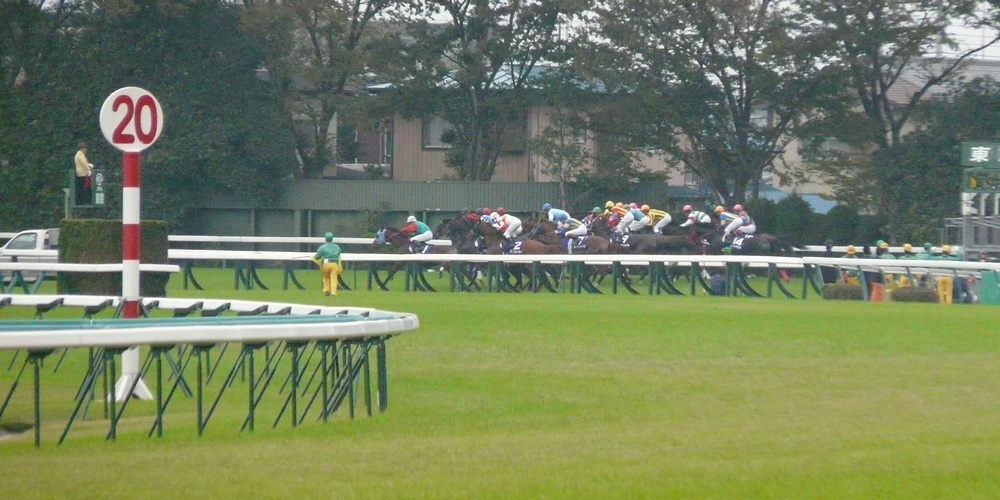
ポケットからの発走となる東京芝2000m

トラック状の走路の直線部分、もしくはカーブ途中から一部直線状に一部飛び出す形で設けられる走路。カーブ地点からの発走は内枠と外枠の有利不利が顕著に現れるほか、接触事故などの危険防止の観点から発走直後の走路をしばらく直線にして危険を回避するために設けられることが多い。
日本では引き込み線（引込線・引込み線）と称されることもある。
このポケット（シュート）が設けられることによって競走の多様な距離設定が行えるようになっている。第2コーナーの奥に設けられる直線走路を第2コーナーのポケット、第4コーナーの奥に設けられる直線走路を第4コーナーのポケットなどと呼ぶ。競馬場によってはポケットと呼ばずにシュートと呼ぶ。第2コーナーのポケットからのスタートになるのは阪神競馬場の芝1800m、京都競馬場の芝1600m・芝1800m、新潟競馬場の芝2000m（内回り芝1400m）、中京競馬場芝1400m、また札幌競馬場・函館競馬場・福島競馬場・小倉競馬場の芝1200m等で、何れも芝コースである。第4コーナーのポケットからのスタートになるのは京都競馬場の芝2400m、中京競馬場の芝2200m等で、新潟競馬場の直線芝1000mの競走に使われる直線コースも広義には第4コーナーのポケットといえる。
また、中京競馬場の芝1600mと東京競馬場芝1800mのスタートは第2コーナーから逆向きにすれば少しカーブを曲がった所から直線走路になっていて、スタート後にほぼ200〜300mをまっすぐ行った後、第2コーナーの角を回って向う正面の直線走路に入る構造になっている。この構造は馬場拡張前の阪神競馬場にもあり、芝1600mのスタートが第2コーナーというよりも第1コーナーの所からのポケットにあり、スタートして300m進んですぐ鋭角に第2コーナーを回る構造で桜花賞で2006年まで使われていた。
なお、東京競馬場の芝2000mと中山競馬場の芝1600mのスタートは第1コーナーのより外側にあって、第2コーナーで本来の走路に合流する構造になっている。
盛岡競馬場には第2コーナーの最奥に400mに渡るポケットが設けられており、マイルチャンピオンシップ南部杯などで用いられるダート1600mはこのポケットの最奥部からの発走である。
外側に芝コース、内側にダートコースが設定されている競馬場（日本の全ての中央競馬場）において、ダートコースに対するポケットが設置されている例もあり、中央競馬においてダートコースに対して設置されているポケットは芝コースを跨ぐ地点のみならずポケット全体が芝コースとなっており、発走後しばらくは芝コースを走行することとなるがこの場合も走路の呼称はあくまでも「ダート○○○○m」とされ、「芝→ダート○○○○m」というようには言われない。
特に京都競馬場と阪神競馬場のダート1400mコースでは芝のポケットを100m以上も走行することとなり競走馬の走路適性が影響を及ぼす可能性もあるほか、合流地点は必然的にコースの外側のほうが芝コースの距離が幾分長くなる為、ポケットからの発走となるダート競走ではスピードが出しやすい芝コースを少しでも長く走れる外枠発走の逃げ・先行馬が有利ともいわれ、馬券購入の際の検討要素として無視出来ない存在となっている。

### 走路内、走路脇の設備・装置
走路内や走路脇には競馬を行うために必要な設備や装置が存在する。この節ではそのような設備や装備について説明する。

#### ラチ

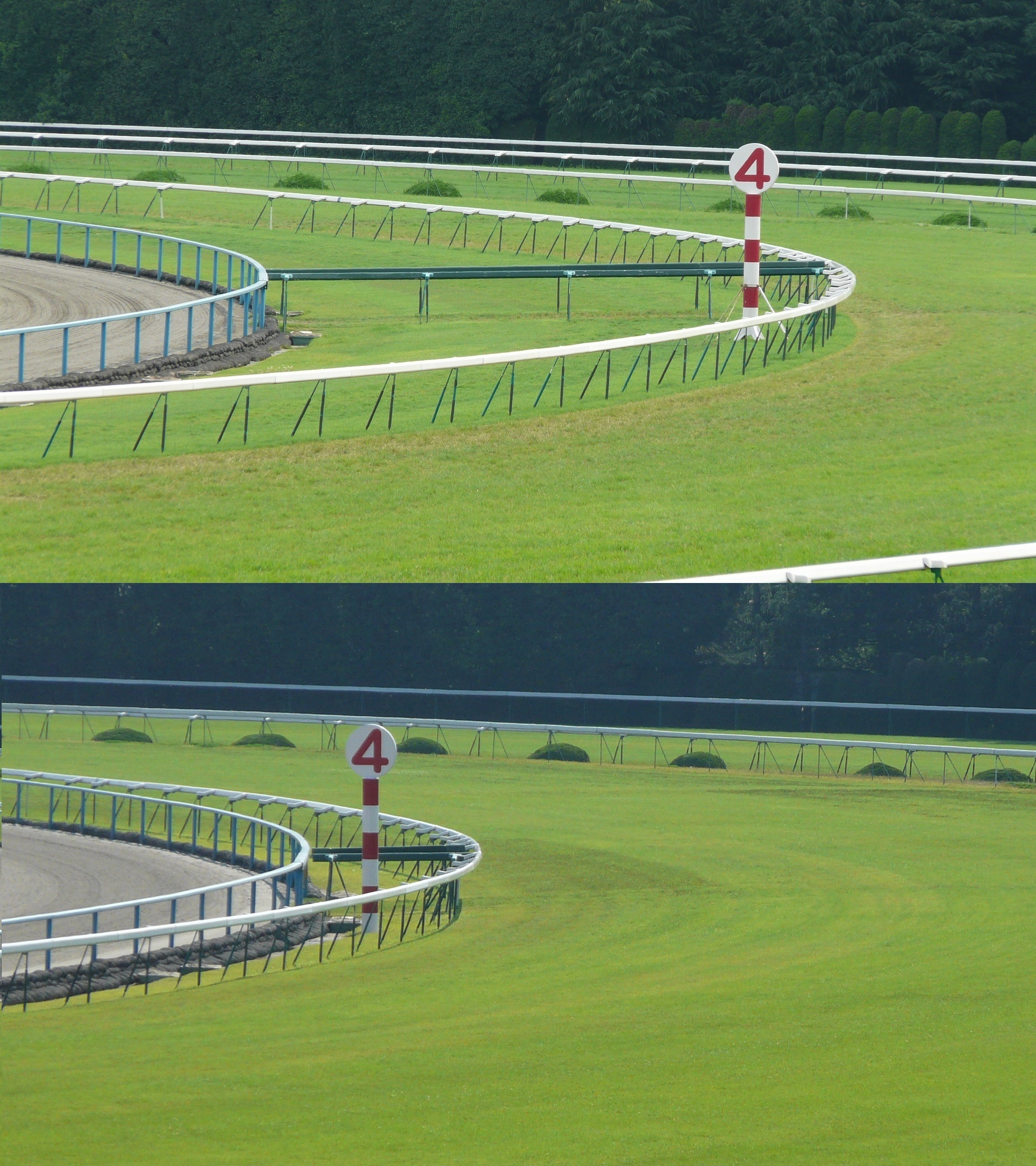
移動柵設置時（上）と非設置時（下）

コースの内側および外側には柵（日本の競馬関係者はラチ（埒）と呼び、内側の柵を内ラチ、外側の柵を外ラチとも呼び、一般の競馬ファンにも広く浸透している）が設けられる。
芝コースについては、コースの特定の部分が集中的に痛むことを避けるためにコースの内側の移動式の柵（移動柵）を内外に移動している。かつては内側の本来の柵である本柵の外側に仮の柵を設置し「仮柵」と呼んでいた。移動柵の設置位置によりコーナーでの距離に変化が生じることからこの距離の差は発走地点を移動して調整されているが、仮柵と呼ばれていた頃は、発走地点は常に一定であった。ただし、障害競走用のコースにおいてはコースの距離自体を変化させるケースもある。

#### ハロン棒
ゴールまでの距離を表示する目的で、コース内に設置されている標識をハロン棒という。ゴールライン（決勝線）から逆算して200mごとの距離が明示されてラチの内側に設置されている。ゴールまで残り3ハロン（600m）の地点からゴールまでを「上がり3ハロン」といい、残り800mの「上がり4ハロン」とともに電光掲示板にそのハロン棒を最初に通過した馬のタイムから最初にゴールした馬のタイムまでの各600mと800mのタイムが表示され、レース実況ではレース終了後に必ずこの上がりタイムをアナウンスしている。なお、残り3ハロンのことを競馬関係者は「三分三厘」と呼び、この最後の600mの距離をどの馬がどれ位のタイムで上がってくるかを競馬の重要な要素と見ている。電光掲示板に表示される上がりタイムはずっと先頭のまま逃げ切った馬はそのタイムで上がってきたことになるが、2番手以下から勝った馬など他の馬のタイムは1頭ごとに当然違うタイムになる。
ばんえい競馬ではこれに相当するものとして、ゴール前30mから10mまでの間に10m間隔で標識を設置している。

#### 決勝線・ゴール板

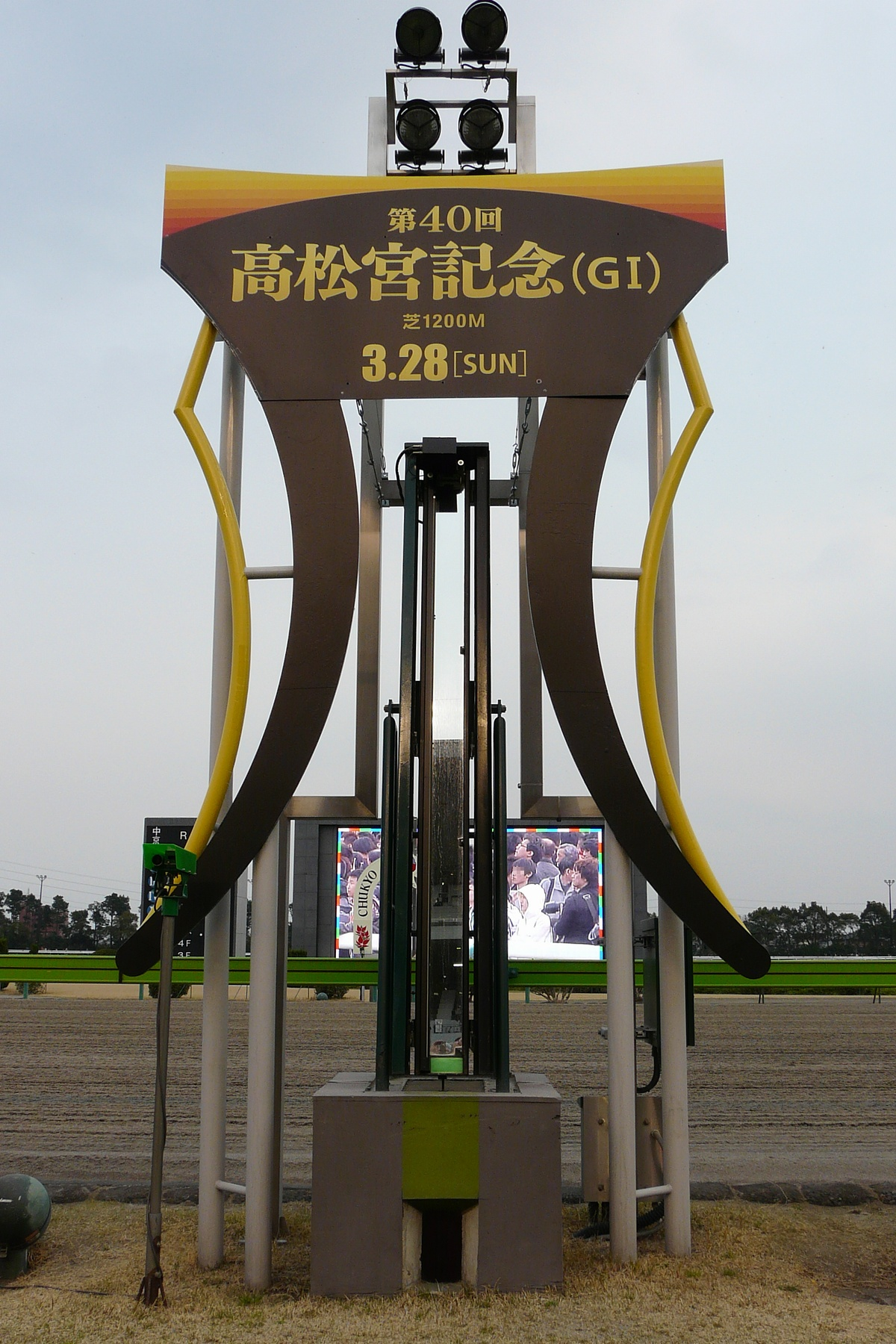
ゴール板

コース内には競馬競走における優勝劣敗を決する決勝線（ゴール地点）が設定されており、スタンド側から見て走路の内側には決勝線を示すシンボルが設置されておりゴール板と呼ばれる。英語ではwinning post（ウイニングポスト）と呼ばれ、同名の競馬シミュレーションゲームの由来になっている。
単なる装飾ではなく判定写真を反対側からも撮影するために必要な縦長の鏡の板が設置されており、重要な機能を果たす。多くの場合、決勝線びゴール板はスタンドに面した位置に設定・設置されているが、単にゴール前における攻防の観戦に配慮しているのみならず、判定写真を撮影する写真室が殆どはスタンド内に併設されているのも理由として挙げられる。
日本の中央競馬のように芝とダートなど複数の走路がある場合は、それぞれに1箇所ずつ設置されている。殆どの競馬場では決勝線は1つの走路につき1箇所のみであるが、両回りコースなど決勝線が複数箇所に設定されている場合、それぞれにゴール板が設置される。
近年は各競馬場ごとにこのゴール板に装飾が施されており、競馬場の特色の一つにもなっている。

#### 発馬機
出走馬がスターターの合図で一斉にスタートを切ることができるように考案された装置。現在主流なのがゲート式であることから単にゲート、もしくはスターティングゲートといわれることが多い。当初は旗を振り下ろすことで合図としていたが後にバリヤー式発馬機が導入され、さらに現在ではゲート式のスタートで実施されている（なお、1971年まで存在した繋駕速歩競走では距離によるハンデだったため、スターターの振り下ろす赤旗がスタートの合図で最後まで行われたほか、一時的にはモービルゲート方式が使用されていたこともある）。ばんえい競馬では距離の変動がないため、発馬機はスタート地点に固定されている。
バリヤー式（濠州式バリヤー）
まず、横に佇立させた出走馬の胸の高さに「スターティングバリヤー」と呼ばれる棕櫚縄のロープ（ネット）をフックを利用して張る。発馬担当者のレバー操作でフックを外すとこのロープが上方に跳ね上がり、これをスタートの合図とする。装置は簡便であるが発走前の位置取りで騎手間の牽制があったり馬が静止しないため突進や出遅れなどの問題が多く、現在のゲート式に切り換えられた。なお、バリヤー式には軟式バリヤーと硬式バリヤーの2種類があった。
日本の競馬では1926年にこの方式が導入されたが、現在は使用されていない。
現在は競馬先進国ではほとんど用いられない方法であるが、ヨーロッパの障害競走では現在でも使用されている。ただし、1993年にイギリスのエイントリー競馬場で行われたグランドナショナルで、2度の発馬時のトラブルによってレースが不成立になってから発走方法が見直されつつあり、最近では、馬場の左右にオレンジ色のゴムテープを張り、スタート時に片方を放す事で、馬にバリヤーロープが当たらなくするバリヤースタートを採用する競馬場が多くなっている。
ゲート式
現在、世界的に見ても主流のスタート方式である。多くは電磁石や金具などで開扉する機構を持つ可搬式のスターティングゲートを使用する。枠で仕切ったゲート内に出走馬を佇立させ、スターターの制御によるゲートの一斉開扉をもって競走のスタートとする。
バリヤー式スタートの欠点を解消したスタート方法であるが馬には本質的に狭所を嫌う性質があるため、ゲートに入れるためにはトレーニングが必要な上、トレーニングにより可能となっても環境が異なる実際のレースでは難渋し最悪の場合には発走除外の措置となったケースも存在する。また、気性の極めて激しい馬の場合にはこのゲート入りがどうしてもクリアできずに結果として競走馬失格となる場合も見受けられる。
日本で最初に導入したのは1953年の大井競馬場を初めとする地方競馬の南関東地区である。これに用いられたのは「宮道式（みやじしき）」と呼ばれる電磁石の力だけで開閉を制御するものである。これは金具を使わず磁力のみによって閉扉状態を維持しているため暴れた馬が突破してもゲートが開くだけで破損がおきにくくメンテナンスが容易という利点を持つが、構造上出走頭数が制限されてしまう難点がある。もっとも、大井競馬場では16頭立てのゲートも使用されている。
地方競馬では現在でもこの宮道式の改良型（日本スターテイングゲート社製）を使用している所が多い。
他方、近年は後述するJRA式（あるいはJRA旧式ゲートの中古再整備品）を導入している地方競馬場も存在する。ゲートの牽引車が宮道式の場合はトレーラーヘッドであるのに対しJRA式のものはトラクターによる牽引であるため、判別は容易である。
「宮道式」の名は開発者である宮道信雄の名に由来する。
中央競馬では1960年7月2日の小倉競馬場の3歳戦（※旧年齢表記）から導入された「ウッド式発馬機」が最初である。これは当時、ニュージーランドの競馬で用いられていたゲートを参考に中央競馬会が開発したものといわれ、当初のものは足元にパイプがあり馬が躓いたり、ゲートが動きやすいなど問題のある構造であった。しかし、1975年から電動式で扉が開く発馬機を使用。それ以降の幾次にも渡る改良により現在使用されているゲートは世界的に見ても最も安全な競馬用発馬機の一つと言われ、海外の競馬場にも輸出されるほどになっている。ちなみに発明したウッドは、水道技師だった。
現在のJRA式（日本スターティング・システム社製）と呼ばれるゲートは、金具と電磁石の併用による電動開扉をするシステムとなっている。そのため、開扉タイミングの誤差は小さい。ただし馬のゲート突破などによる金具の破損などの問題により、外枠発走などの競走結果にも関わる問題が生じる欠点が地方競馬で主流の「宮道式」との比較などで指摘されている。

#### スターター台

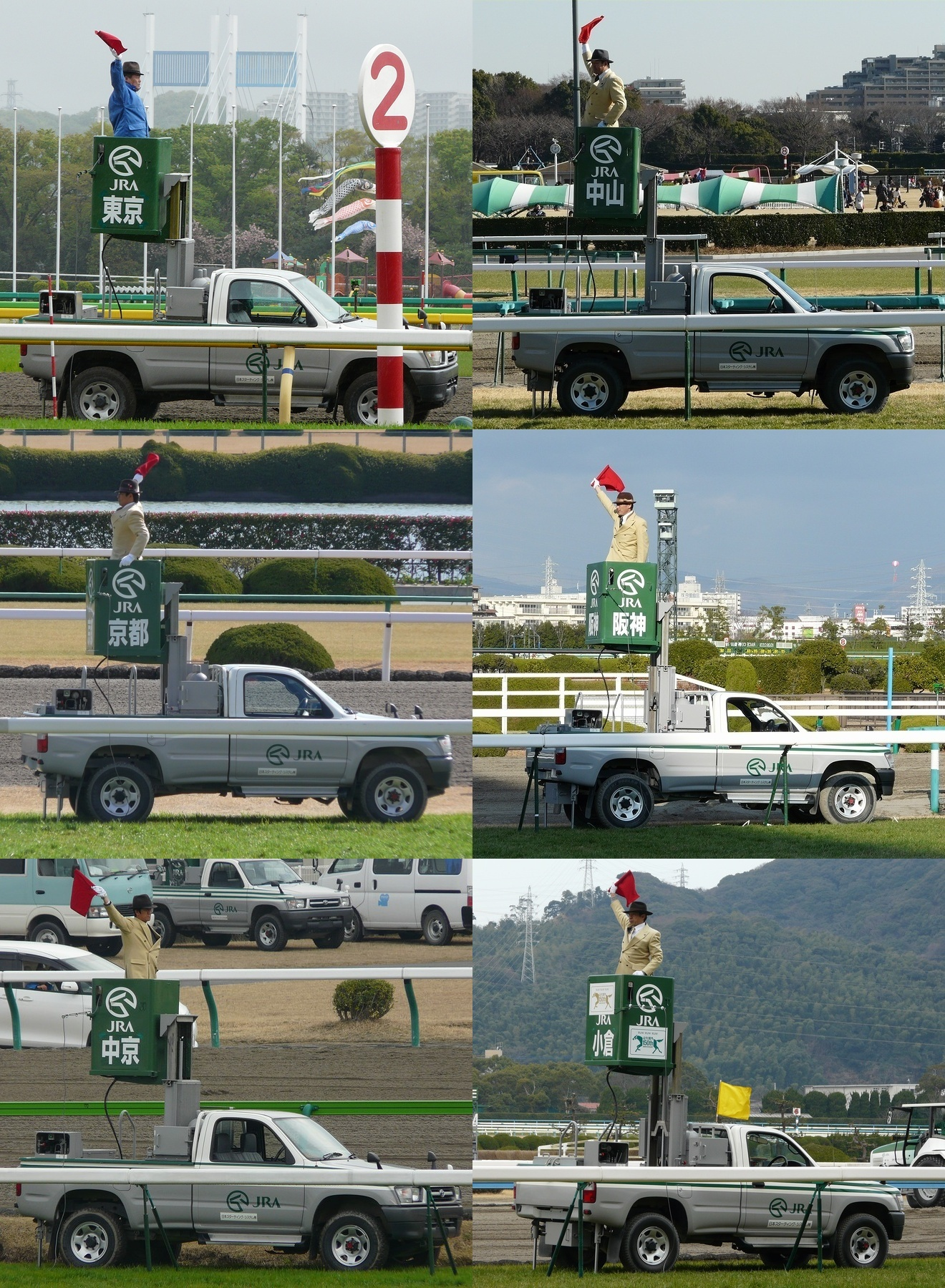
JRAのスターター

発馬機内の馬を監視し、的確なゲートの制御を行うためにスターターが立つ台。現在使用されているものはほとんどが自走式になっており、ピックアップトラックの荷台部分に載せられたスターター台（ゴンドラ部分）が昇降レバーで自在に昇降するシステムになっている。これと発馬機をケーブルで有線接続し、ゲートの開扉を制御している。自走式であるため、レースに応じてゲートと共にスタート地点に移動する。そのため、スタンドカーと呼称される場合もある。レースの発走時刻寸前にスターターがスタンドカーに乗りゴンドラが上っていくところは場内の大型画面に必ず映し出されて、ダービーの時などは大観衆がそのスターターの動きを見て大歓声が沸き、また実況席からは「スターターの台が上がります。ファンファーレが鳴ります」と告げてからファンファーレが鳴るのも競馬だけにあるお馴染みのシーンである。
なお、現在主流の自走式のスターター台が普及する以前は梯子で上る固定式のスターター台がコースの各スタート地点毎に設置されていた。この固定式のスターター台は現在でも川崎競馬場の1600m戦のスタート地点などで見ることができるほか、距離の変動がないばんえい競馬（帯広競馬場）も固定式となっている。

#### パトロールタワー

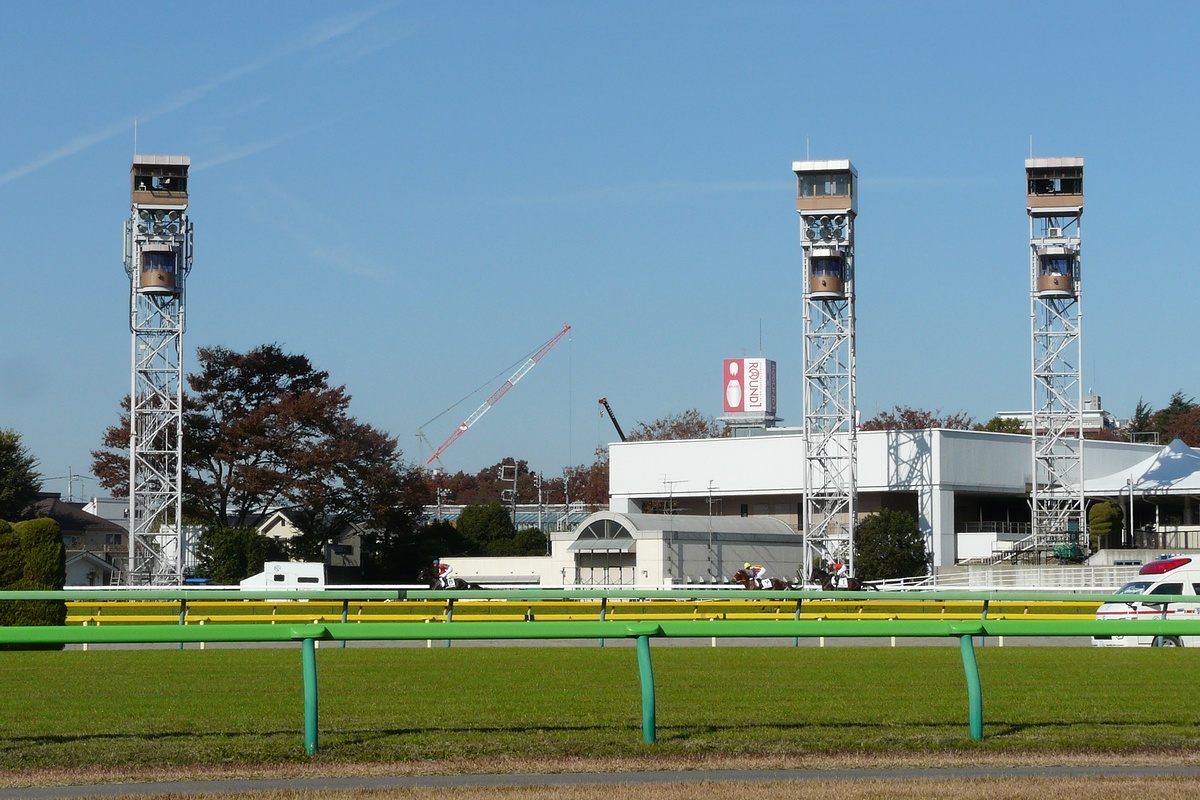
東京競馬場のパトロールタワー

競走馬の走路の各コーナーの外側に設けられた監視塔のことである。基本的に1つのコーナーに対し、その形状に応じて1〜2箇所設置されている。
上部には小部屋が設置され、ここにはレース中には走路監視員が執務し、競走中にインターフェア（妨害）の有無や騎手の騎乗中の挙動、競走馬の故障事故などについて監視する。パトロールタワーにはカメラが設置され、裁決委員が競走監視用として使用するパトロールビデオの撮影も行う。 

#### 待機所

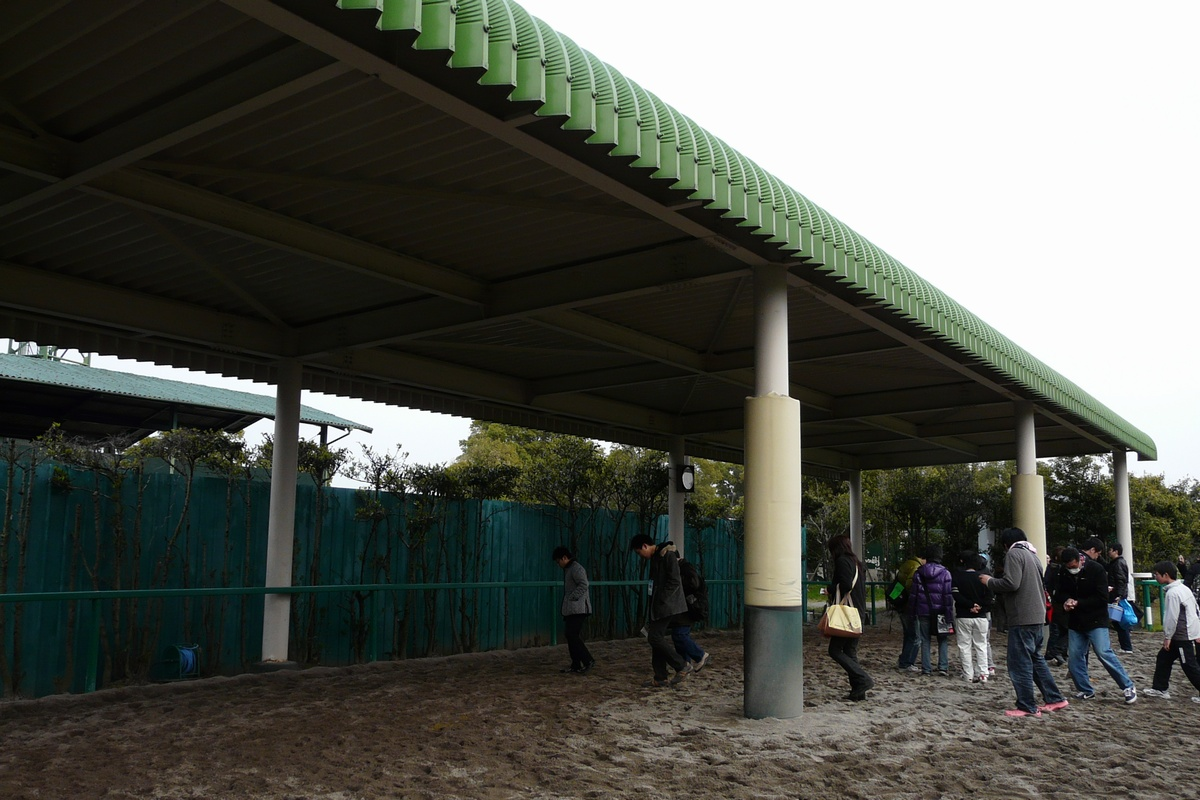
中京芝2000m待機所（改修前）

レースのスタート地点後方やコースの隅に作られた屋根付きの建物で内部には砂が敷かれている。馬場入場後返し馬を行った後は発走までここで待機する。

#### 障害
障害競走で競走馬が飛越するもの。障害競走で用いる。日本では生垣、土塁、水濠、竹柵や人工竹柵（グリーンウォール）、飛び上がり飛び降り台（京都競馬場のみ）などが存在する。一部は可動式となっており、常設せずに障害競走時のみ平地競走で用いられる走路に設置するものが存在する（新潟競馬場と中京競馬場の障害競走はこの可動式の障害のみで障害競走が行われる）。この可動式障害は置障害とも呼ばれる（これに対して、非可動式の障害は固定障害とも呼ばれる）。 可動式の障害は発馬機同様にトラクターで簡単に移動できるように設計されている。この他、障害競走専用コースの中に設置され常設として扱われる障害の一部にもカセット式になっているものがあり、こちらは競走の格に応じて大きさや質の異なる障害に差し替えて使用される。
ヨーロッパなどでは空濠（水濠の水の張っていないもので、日本でもかつては京都競馬場にあった）など、日本の障害競走よりも遥かに高度な飛越技術を要求される障害が競走馬を待ち構える。
ばんえい競馬では高さの異なる2箇所の山が走路上に設けられており、「第1障害」「第2障害」と呼称している。

## スタンド
競馬の業務・運営を行う目的と関係者や観客が観戦をする目的を兼ね備えた施設。スタンド内には観客が立ち入ることができるスペース、馬主などの関係者が立ち入ることが出来るスペース、運営スタッフのみが立ち入ることが出来るスペースが明確に区切られている。それぞれ自分に関係しないスペースへの立ち入りは堅く禁じられている。日本では走路の決勝線のある側の外周に東-南向きに設置されることが多い。以下ではスタンド内に併設されている設備や装置を説明する。

### 写真室
決勝線の延長線上に設けられており、写真判定に用いる写真をゴール板を利用して撮影する。中はレースが始まると真っ暗闇になり決勝写真を撮り終えたらすぐさま手探りでフィルムを現像し、下の階の審判室にエレベーターで送られる。通常は1箇所のみ設置されるが、離れた位置に複数の決勝線がある特殊な形態を持つ競馬場においては複数の写真室が必要となる。
この写真室は競馬運営上必須の設備で殆どの場合、スタンド内に併設されることからこの写真室を含むエリアがスタンド改築となった場合には競馬開催を中止、もしくは別の場所に臨時に写真室を設けてそれにあわせてゴール板を移動する、などの措置がとられる（後者はL-Wing建築中の大井競馬場で取られた措置で、この間は10mの端数がでる競走が多かった）。

### 投票所

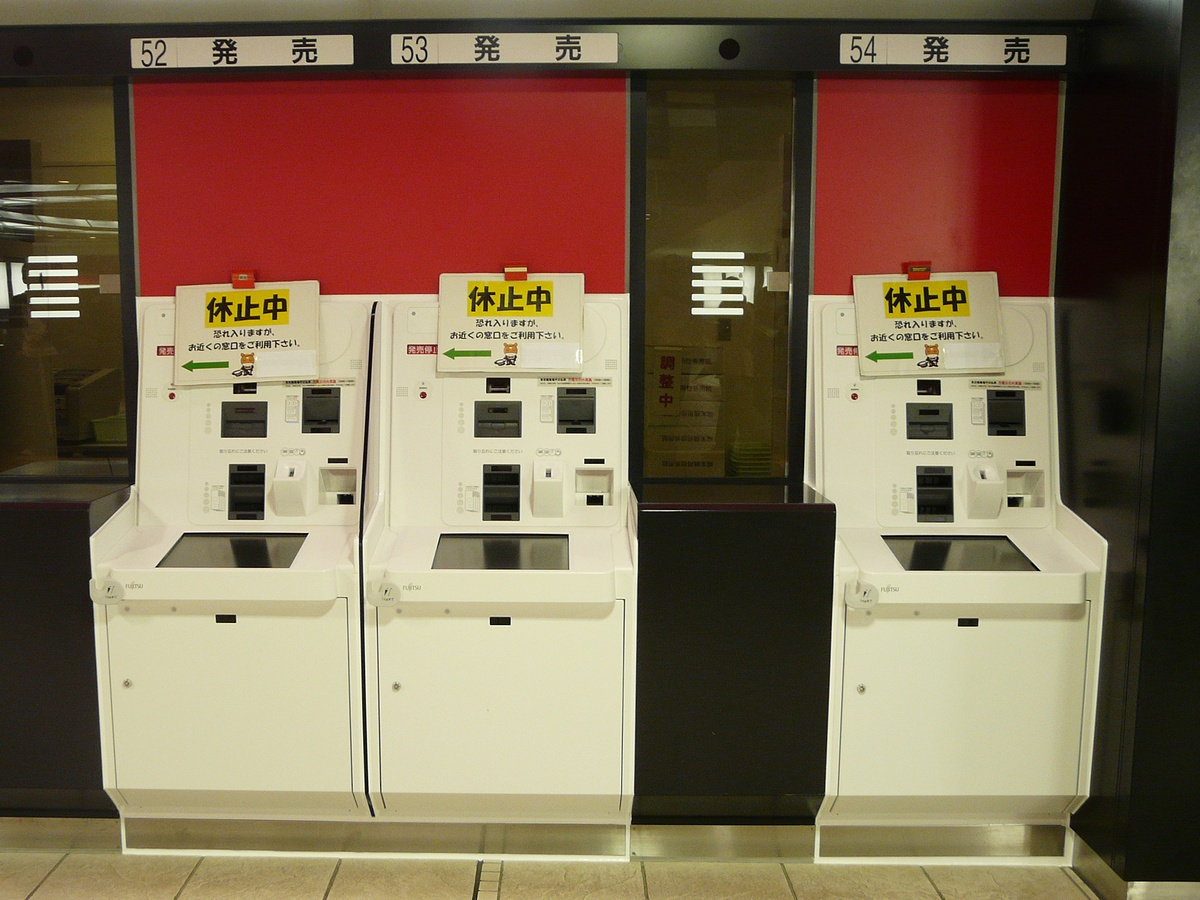
自動券売機

勝馬投票券（馬券）の販売ならびに払い戻しを行う設備。かつては有人の発券・払い戻し窓口がずらりと並んでいたが、現在は人件費削減と省力化のために機械化されている窓口が多い。なお、一部は払い戻しも兼ねた兼用機になっている場合もある。
対面式の有人窓口もあるが、これについてもマークシート使用による窓口となっている場合が多い。口頭による窓口販売はごく一部の窓口に限られている。一部にマークカード対応窓口しかない競馬場もあるが、この場合でもバリアフリーの観点などからマークカードを扱えない障害者や高齢者の馬券購入希望がある場合、これに応じて特定の有人窓口の端末を手動操作することなどで発券対応している。
非開催日である場合、場内の一部の投票所のみを開放して開催中の他競馬場の馬券の発売（場外発売）や自競馬場で発売した的中券の払い戻し業務を行っていることが多い。この場合、競馬場への入場料は無料となる。
投票所の裏側（内側）は現金を扱うスペースや機械室などが設けられるため、必ず運営関係者限定のエリアとなる。
かつては利便性から競馬場内に銀行の現金自動預け払い機（ATM）が設置されていた時期があったが、政府のギャンブル等依存症対策推進の観点から各競馬場のATMは順次撤去されている。

### 馬主席など関係者席
馬主や調教師などが観戦する為の席。馬主や調教師など関係者のみが立ち入りすることができる（馬主でなくても、馬主の紹介があれば入ることが出来る場合がある。最近では競馬場の懸賞企画の一環で馬主席での観覧権のプレゼントが行われる場合もある）。馬主席にはドレスコードが設定されており、ジャケット、ネクタイ、革靴が義務付けられている。中央競馬での一口馬主は馬主の扱いではない（中央競馬の登録上は一口馬主を主催する会社が法人馬主となっている）ため、馬主席に立ち入ることはできない。ただし近年は優勝馬の口取りに参加することができるが、そのための集合場所は一般の観客席エリアとなっている。

### 実況席・放送スタジオ
競馬中継を行うためのスタジオである。
競馬中継の進行を行うスタジオと実況席は別に設けられている場所がある一方で、東京競馬場や中山競馬場のように放送局ごとにバルコニー付きの業務スペースが用意され、バルコニーを実況席として使用し業務スペースにセットを設営し「番組進行スタジオ」とするケースもある。また、パドック脇にブースを構えてパドックからの中継も行えるようになっている。
ただしグリーンチャンネルの競馬中継の進行は競馬場内のスタジオではなく、東京の門仲スタジオから行っている（パドックからの中継はある。映像はJRAの場内中継の映像を利用。実況はラジオNIKKEIの音声を利用）。また、地方競馬の中継でもスタジオを設けず進行する場合がある。
実況席はガラスによる光の反射により走路が見えなくならないように吹きさらしとなっているため冬場は冷たい外気にさらされ、夏場は虫が来る。また、向正面まで良く見えるようにスタンドの上部に設置されていることが多い。また、実況においてはゴール寸前の攻防が特に重要視されることから決勝線（ゴール板）付近に設置されることが多く、離れた位置に複数の決勝線がある特殊な形態を持つ競馬場においては複数の実況席が設置される場合がある。

### 観客席

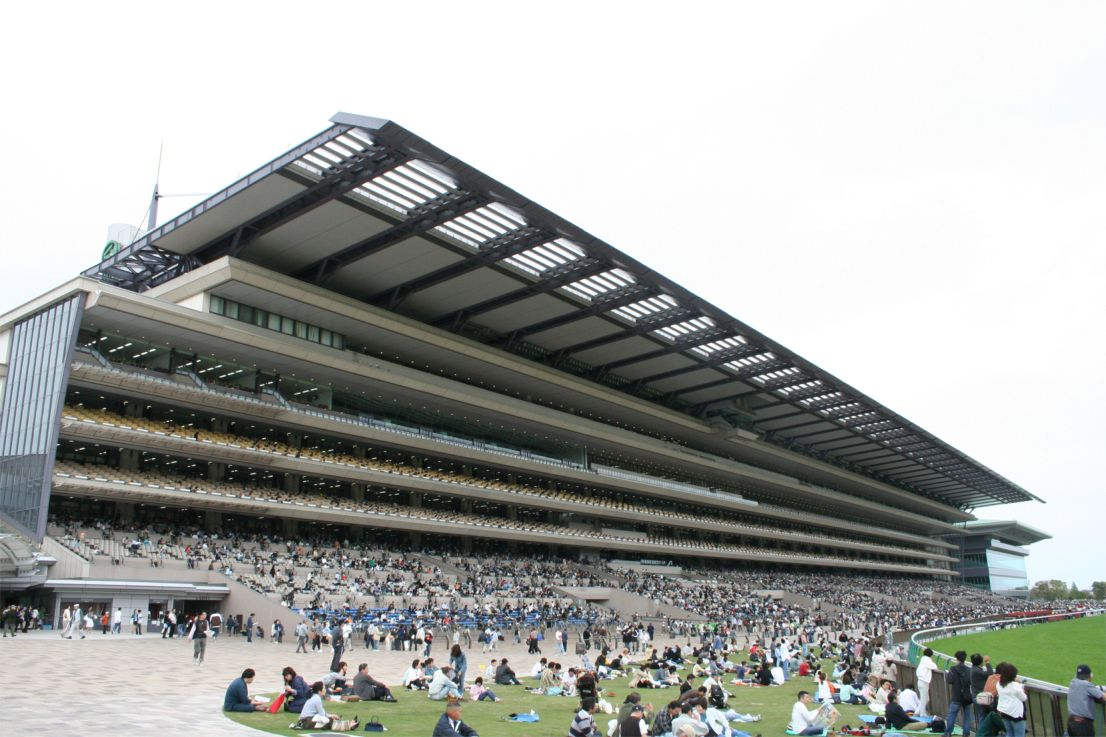
東京競馬場の観客席

観客が座って観戦するための座席。ただし競走中に座って観戦する必要はなく、立って観戦している場合もある。観客席は吹きさらしになっている場所、階段状に設置されている場所、ガラス張りの部屋の中、テレビモニターが見えるスタンド内、その他さまざまな場所に座席がある。席も1つずつの椅子になっているもの、長ベンチ、コンクリートの打ちっぱなしの立見席（ただし、多くの観客が座っている場所もある）など様々である。
後述する指定席以外は自由席であり、新聞やレーシングプログラムなどで席取りがしてある光景があちらこちらに見られる。席取りしてある席に座って、先に席取りをした観客が戻ってくるとトラブルになる場合がある。なお、一部の競馬場では高齢者、障害者専用の観客席があり、それらの使用には証明するものが必要である。
かつては観客席の多くが喫煙可能で、紫煙をくゆらせながらの観戦が名物だったが、健康増進法の規定に伴い次第に喫煙できる場所が限定されてきており、喫煙者には肩身が狭くなってきている。
また、2020年以降の新型コロナウイルス感染症（COVID-19）による感染拡大防止策の観点から無観客競馬、さらに収容人数を限定した入場制限が行われていた時期もあり、JRAにおいては入場制限の過程で導入されたインターネットによる入場券（指定席券も含む）の事前予約購入方式が定着し、入場門ではスマートフォンなどでQRコードを提示して入場する方法が普及している。2023年現在では一部のGI競走開催日の施行場・混雑が予想される開催日を除き、当日券売機で現金購入による入場も可能となっているが、QRコードが印刷されたチケットに移行しつつある。
また、JRAでは各競馬場において年1〜3日の指定日において「フリーパスの日」が設定されており、一般入場料は無料（指定席は別途有料）となる。

### 指定席
スタンド内には入場料のみで座ることのできる上記の観客席のほか、追加料金を支払うことで座ることのできる指定席がある。競馬場によっては「特別席」と呼称することもある。
指定席のあるエリアへは追加料金を支払った観客のみが立ち入りできる競馬場が多い。指定席のあるエリア内には投票所、食堂、売店、給茶などのサービスなどが一般の観客用とは別に設けられており、これらは追加料金を支払った観客のみが使用できる。利用客に対して菓子類の無料提供を行なっている競馬場もある。指定席は当然その日に追加料金を支払った観客のみが使用するため、席取りの必要はない。ただし一般に言う指定席のほかに、自由に座れる座席が設けられているエリア定員制の競馬場もある。
なお、かつての公営競技ではこの指定席券を買い占め、転売することが暴力団・ノミ屋などの資金源の一つにされてしまい大きな問題となったことがあったため、現在ではこれらを排除する対策の一環として指定席エリアの入場に際して指定席券の確認のほかに指定席券の販売と同時に手の甲などにハンドスタンプを捺印しこれにより購入者本人であるか確認を取る場合がある。スタンプについては肉眼では可視できない紫外線反応形の不可視インクを使用している場所もあり、この場合、指定席エリアへの入場チェックのポイントには確認用の機器と人員が配置される。
指定席の座席については多くは一般の観客席の座席よりもグレードが高い物が用いられており、1人あたりの専有面積も広めに確保されている。テーブルが設置されていたり自由に使えるモニターが設置されている座席もある（1人1つとは限らず、複数人で共用する場合もある）。
指定席も禁煙席と喫煙席がある。ただし、禁煙席でも近くに喫煙スペースが設けられている場合がある。
指定席は当日販売が中心だが中央競馬ではJRAカード（クレジット機能付きカード）、大井競馬ではチケットぴあ（かつてはCNプレイガイドやイープラスで予約販売が行われていた）を用いた予約販売も行われている。なお、中央競馬では現在でも東京優駿、天皇賞（秋）、ジャパンカップ、有馬記念の4競走施行日については事前抽選による当選ハガキとの引換かJRAカードの予約でしか購入できないようになっている。さらに2012年の有馬記念以降はインターネットオークションでの転売取引を防止するため、当選者には当選ハガキの持参と共に顔写真と当選ハガキ当選者本人の名前が確認できる公的機関発行の本人確認書類の持参も必須となっている。予約販売が行われていない頃には有名な重賞競走ともなると指定席を買い求める為に開門前、場合によっては早朝から長蛇の列となった。
一部の競馬場には年間指定席などが設置されていたり逆に指定席が存在しない、または存在しても経費面の都合などから現在は開放していない場合がある。

### 食堂
たいていの競馬場では様々な店舗が入っており、そこで有料の食事サービスが提供されている（指定席エリアに指定席客専用の食堂が存在する競馬場もある）。なお、食堂はスタンドの中の他にも内馬場などにも設置されている。多くはラーメンや丼物、ファストフードを中心とした軽食を食券制やセルフサービスで提供しているが一部では寿司やステーキ、会席膳などを出す店舗も見られる。また、テナントとして有名ホテルがレストランを出店している所もある。近年はネット投票の普及などによる入場者数の減少から場内飲食施設の簡素化（フードコート方式の導入、キッチンカーによる非固定化など）や撤退も散見される。
競馬場の特徴あるメニューとしては「勝つ」にかけてカツレツを用いる料理を「勝丼」「勝カレー」などと称して販売している店舗がよく見受けられる。そして多くの競馬場にある種の「名物メニュー」が存在し、多くのファンの興味や人気を呼んでいる。
- 競馬場の名物食べ物の例 
  - 北見競馬場（廃止） - ばんば焼き（今川焼き）
  - 札幌競馬場 - ホルモン煮込み、つぶ串
  - 門別競馬場 - ジンギスカン料理
  - 盛岡競馬場・水沢競馬場 - ジャンボ焼き鳥
  - 宇都宮競馬場（廃止） - 100円焼きそば
  - 浦和競馬場 - アジフライ、きゅうり、カレーライス（通称「黄色いカレー」[12]）、マグロカツ（期間限定）
  - 船橋競馬場 - あんかけ焼きそば
  - 中山競馬場 - G1焼き（今川焼）、大穴ドーナツ、きねうちめん（2022年時点で退店済）
  - 東京競馬場 - フライドチキン、モカソフトクリーム
  - 大井競馬場 - すじ煮込み、大判焼き
  - 川崎競馬場 - たんめん、焼きそば、コロッケ
  - 金沢競馬場 - 寿司
  - 名古屋競馬場・笠松競馬場 - どて煮、串カツ
  - 園田競馬場 - 天ぷら（タコなど）、ホルモン焼き
  - 高知競馬場 - アイスクリン、鯨カツ
  - 佐賀競馬場 - とんこつラーメン、ちゃんぽん、「何でも焼く店」（大福や肉類、練り物串などを鉄板で焼いて供することから[13]）
  - ニュートラックかみのやま（旧上山競馬場） - 玉こんにゃく（広域場外となった現在も販売されている）

大井競馬場では観戦しながらバイキングを楽しむことができるダイアモンドターンが設置されている。
一部の競馬場ではアルコール飲料も販売されるが、自動車での来場が多い佐賀競馬場内の食堂・売店では飲酒運転防止の観点からアルコール飲料の販売は禁止されている。
2004年、BSEによるアメリカ産牛肉の輸入禁止に伴う牛丼の一時販売停止が実施された際、競馬場内にある「吉野家」の店舗では、牛丼を食べることができたため一時的に人気が急上昇したこともある。これには競馬場側との契約により牛丼以外の主要メニューが提供できないためという理由もあった。
また、このように一般的な市街地にあるチェーン店などが入っていても、契約上の都合から限定されたメニューのみを提供している店舗もある。実例として、JRAの競馬場内に設置されているモスバーガーでは看板商品の一つである「モスバーガー」が販売されていない（地方競馬の大井競馬場内のモスバーガーでは販売されている）。また、モスバーガーのように通常の店舗では作り置きをしないことで知られる店舗でも、競馬場の中という立地的な特殊事情から例外的に作り置きを行っているものも存在する。

### 売店・広報施設

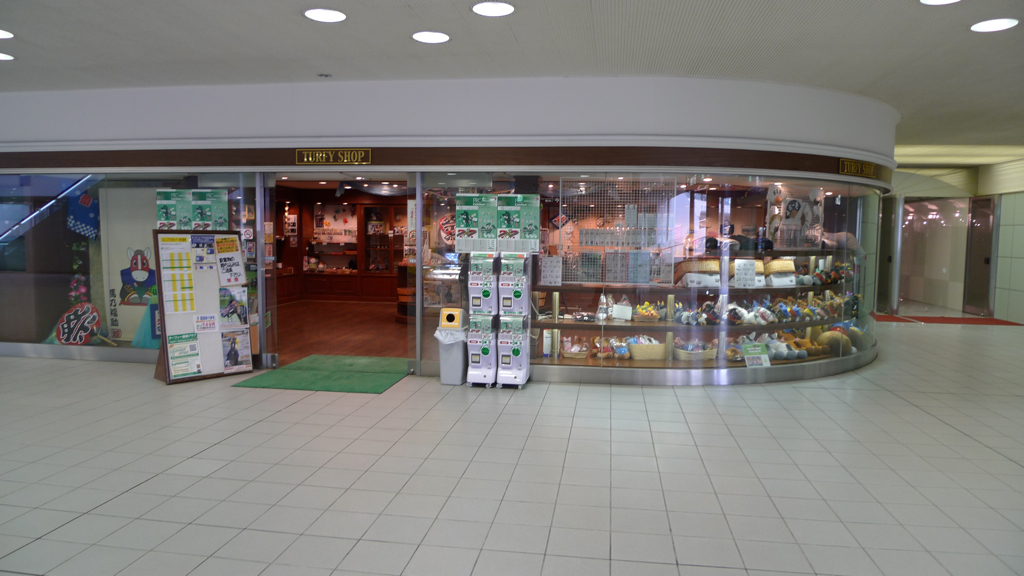
阪神競馬場のターフィーショップ

このほか、スタンド内外には弁当の販売所、新聞（競馬新聞、スポーツ新聞）の販売所、コンビニエンスストア、競馬グッズの販売所（中央競馬ではターフィーショップという名称）など様々な売店が設置されている。
このほか、競馬場のインフォメーションセンターを兼ねたPR施設などがある。

## その他の施設

### 厩舎
競走馬が滞在するための施設。競馬場が日常の調教を兼ねる競馬場の場合には、また日常の調教を兼ねない競馬場の場合でもトレーニングセンターから馬運車で運ばれてきた競走馬が競走が行われるまで待機する場所として馬房が設置される。
国際競走を行う競馬場の場合には検疫の関係で日本の競走馬と同じ馬房に入れることができないため、隔離できるような場所に検疫厩舎が設けられる。また、日本の競走馬でも外国から帰国して次走の出走期間が短い場合（これは届出が必要）、着地検疫を検疫馬房で受けるために競馬場の検疫馬房に入る場合がある。コスモバルクやディープインパクトが入厩したことがある。

### 装鞍所
検量した鞍を着ける場所。係員がいる場所でなければ競走馬に鞍をつけることが出来ない。

### 下見所（パドック）

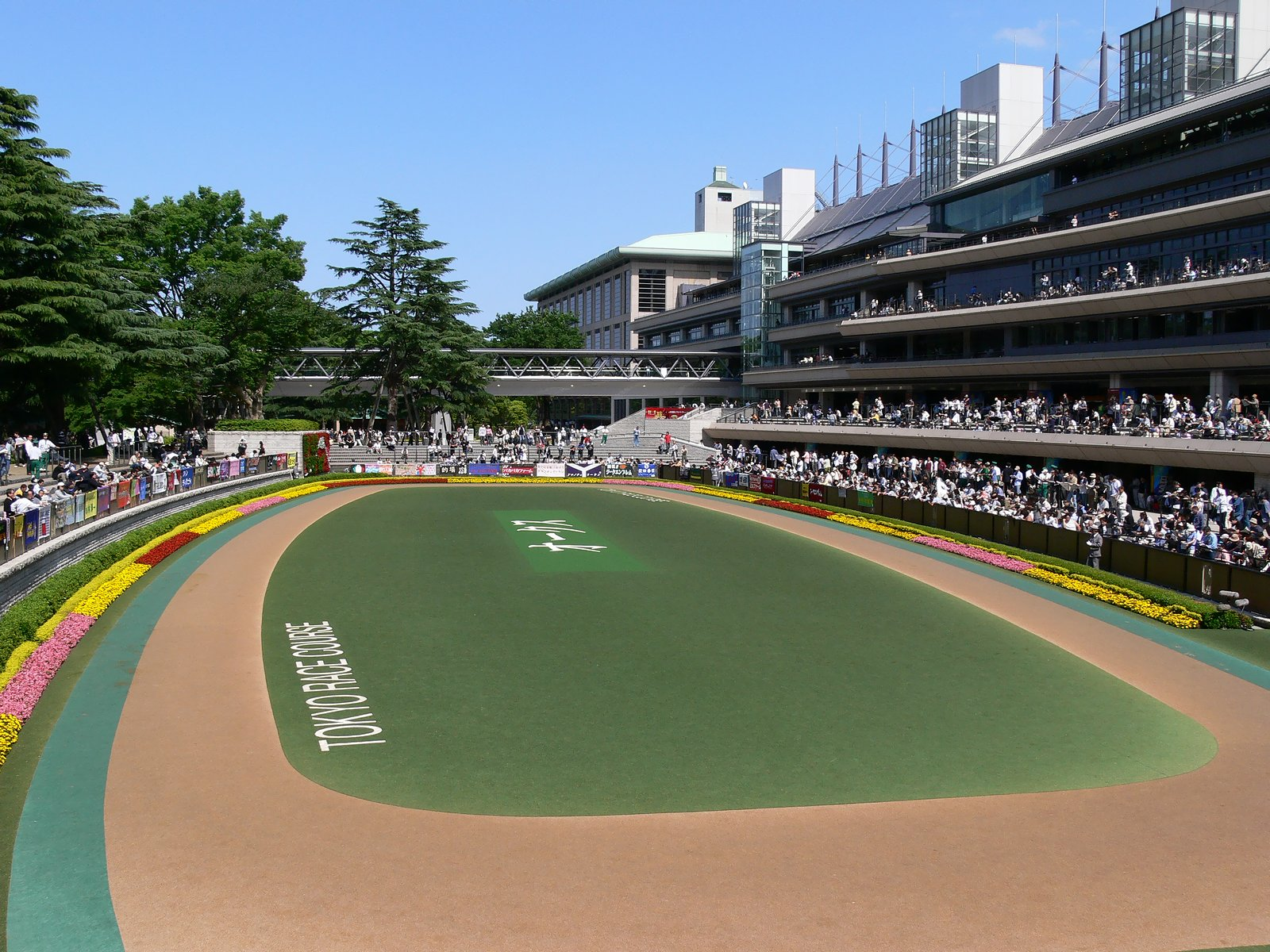
東京競馬場のバドック

下見所（したみじょ）とも呼ばれ、出走直前の競走馬が周回する場所。パドックとも呼ばれる。通常はトラック状に舗装された部分を、厩務員や調教助手などに引かれて競走馬が周回する。馬券を購入する場合にはパドックが競走馬の体調を見極めるための場所となる。
競走馬は誰も騎乗していない状態で周回を始め、途中で騎手が騎乗し、そのままの状態でコースへと向かう。
日本の競馬場の場合、多くはスタンド隣接地やコース外周部に隣接する場所に設置されているが笠松競馬場はコース内側に設置されている。

### 検量室・審判室
騎手の検量を行う検量室や審議、着順の確定などを行う審判室は、いわば競馬運営の中枢である。これらの部屋はスタンドと一体となっている競馬場と、なっていない競馬場が存在する。当然、これらの施設は関係者しか立ち入ることが出来ない。
東京競馬場、中京競馬場はスタンドと一体となっており、新スタンド1Fには一般の観客が検量室などをガラス越しにみることができる「ホースプレビュー（東京）」「勝ち馬ビュー（中京）」というスポットがそれぞれある。

### 調整ルーム
競馬の公正確保を目的として外部の第三者との接触を防ぎ、騎手の体調管理を行うため、競馬騎乗予定の騎手が原則として騎乗前日21時より入ることを義務づけられている施設。
1965年の山岡事件を契機に、アメリカのシステムを参考に全国の競馬場に設置された。ただし地方競馬の場合、南関東地方競馬のように連日開催が続く地域ではこれでは騎手がほとんど帰宅できなくなってしまうため、別途自宅待機の制度を定めている地区もある。
なお、中央競馬では2020年4月から5月および同年9月以降、新型コロナウイルスの感染リスクの軽減・分散を理由に特例的な措置として、JRAが認めた自宅やホテルなど所定の場所を「認定調整ルーム」とし、騎乗当日に「認定調整ルーム」から競馬場への移動を認める運用が当面の間、継続的に実施されている。
中央競馬の場合、各競馬場の他、栗東・美浦両トレーニングセンターに設置されている。トレセン調整ルームは、騎乗予定の競馬場が東京・中山の場合は美浦、中京・京都・阪神の場合は栗東のトレーニングセンターが利用可能。この場合、早朝の調教で騎乗した後、マイカーもしくはJRAが手配したタクシーで騎乗予定の競馬場に移動する。
通常は一般に公開される事はないが、2019年1月20日放送のフジテレビの番組『馬好王国〜UmazuKingdom〜』にて、福永祐一と藤田菜七子の案内で中山競馬場の建物内が公開されている。ここではそれをまとめたものである。
- 入室制限
  - 入室出来るのは騎手（地方競馬や海外競馬所属を含む）、JRA職員、施設運営の業者のみ。
  - 馬主・調教師等の厩舎関係者や家族も一切入室禁止。
  - 騎手も一度入室したら、翌朝まで建物から出る事が一切禁止される（トレセンの場合は早朝の調教のみ外出可能）。
- 貴重品入れ（セーフティボックス）
  - 財布、腕時計、携帯電話等通信機器をこの暗証番号付きロッカーに入れる。特に通信機器は、外部との接触を完全に遮断する為、持ち込みが禁止され、インターネットの使用も禁止されている。そのため、レース終了後までここに預ける事になる。
  - トレセンの場合は競馬場への移動がある為、一度返却され、競馬場に到着次第、再度預ける。
  - 通信対応でなければゲーム機やポータブルDVDプレーヤー等の持ち込みは可能。
- 食堂兼娯楽室
  - 夕食と朝食をここで取る。日替わり定食や一品料理等が外部より格安で提供され、郷土料理が出る競馬場もある（例：中京で出る味噌煮込みうどん）。
    - 昼食はジョッキールームに併設された食堂で取る。
    - 門限が21時までと、他の公営競技に比べて遅いため、外で夕食を取ってから調整ルームに入る騎手もいる。

  - 飲食物はアルコールも含め、外部からの持ち込みも可能（競輪など他の公営競技では、ドーピング防止の観点から、生物やアルコール類など外部からの持ち込みが禁止されている競技もある[20]）。
  - 財布を預けているため、料金は菓子・ドリンク類を含め、レース終了後、帰宅前に精算する。
  - 娯楽室にはテレビと将棋盤、各新聞社から提供される一般紙・スポーツ紙・競馬新聞等が置かれている。
- 居室
  - 全て個室である（他の公営競技は、競輪とオートレースは4人部屋の相部屋がほとんど。競艇は2〜3人一部屋で就寝スペースのみ個室の半個室型）。
  - 畳四畳半にテレビと布団とテーブルだけの簡素なもの。エアコンとインターホン完備。
  - 騎手の好みに応じて、和室と洋室（ベッド付き）、禁煙・喫煙が選択出来る。
- 浴場
  - 体重を調整するためのサウナも完備されている。
  - 室内の温度・湿度は高めに設定されている。

### ジョッキールーム
騎手の控室。食堂、仮眠室、浴室、簡易トレーニングルームなどが備わる。

### 内馬場
トラック状の馬場の内側を内馬場と呼ぶ。内馬場もスタンド同様に一般の観客が立ち入ることが出来るエリアとし投票所、食堂、売店を設けている競馬場が多いが調教施設などを設置し観客が立ち入れない競馬場（新潟競馬場）や駐車場に利用されている競馬場（川崎競馬場）、広大な池が設置されている競馬場（京都競馬場）、民間の所有地として田畑が広がる競馬場（笠松競馬場）、遊具を設置し遊園地として平日も開放している競馬場（中京競馬場）など様々な用途に使われる。

### オッズ板

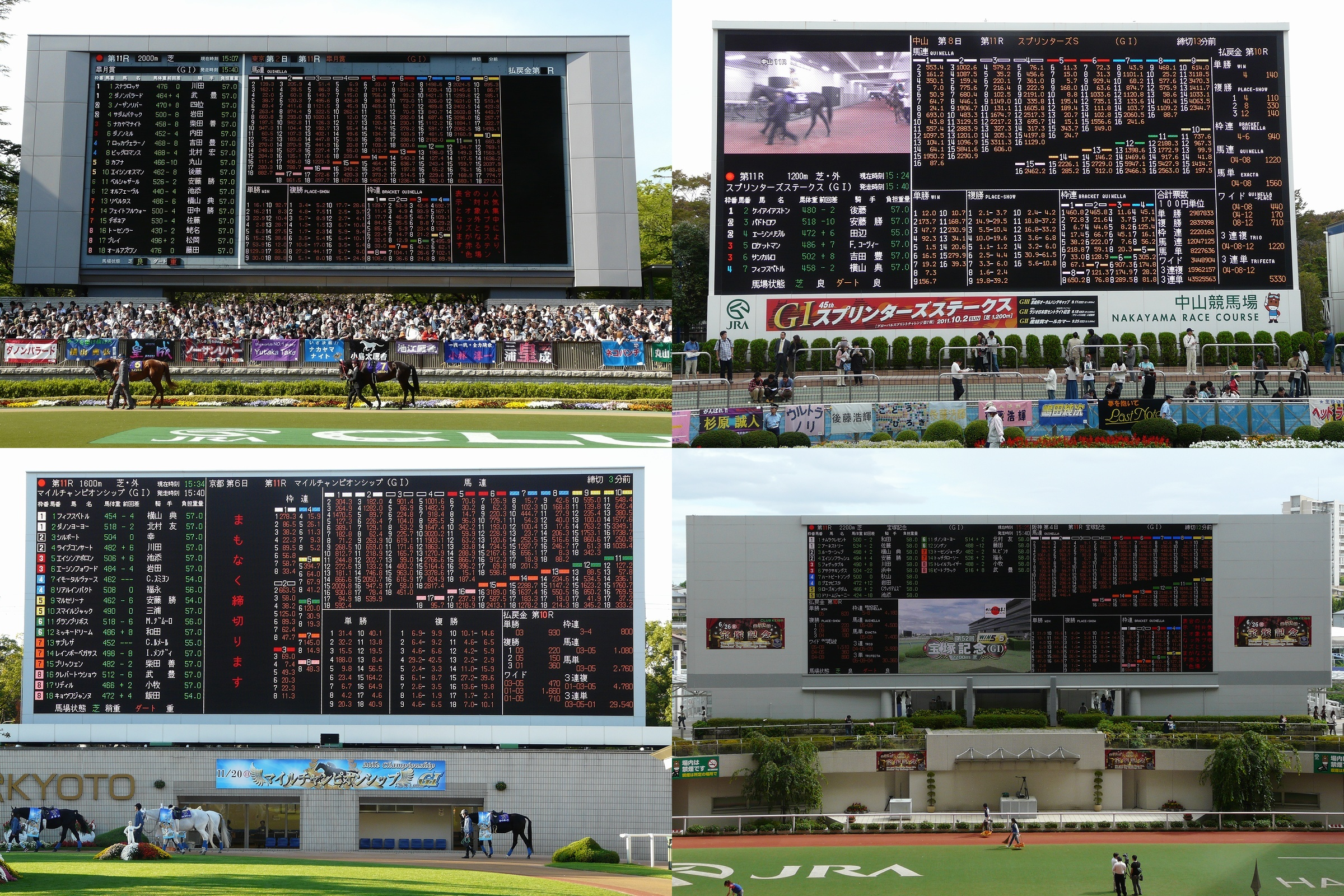
オッズ板

トータボードとも呼ばれ、次に行われるレースに出走する競走馬の競走馬名や馬体重、背負わされる斤量、騎乗する騎手の名前、馬券のオッズ（倍率）などの情報を表示する掲示板。下見所（パドック）の側にある。古くは黒板にチョークで手書きされた掲示板であったが後に電光掲示板となり、現在ではフルカラーLED仕様の掲示板が設置されている競馬場もある。LED仕様の掲示板では映像を放映することも可能となっている。地方競馬ではオッズ板が馬場に存在した競馬場もあったが、大型映像装置設置に伴い、撤去されている。

### 大型映像装置

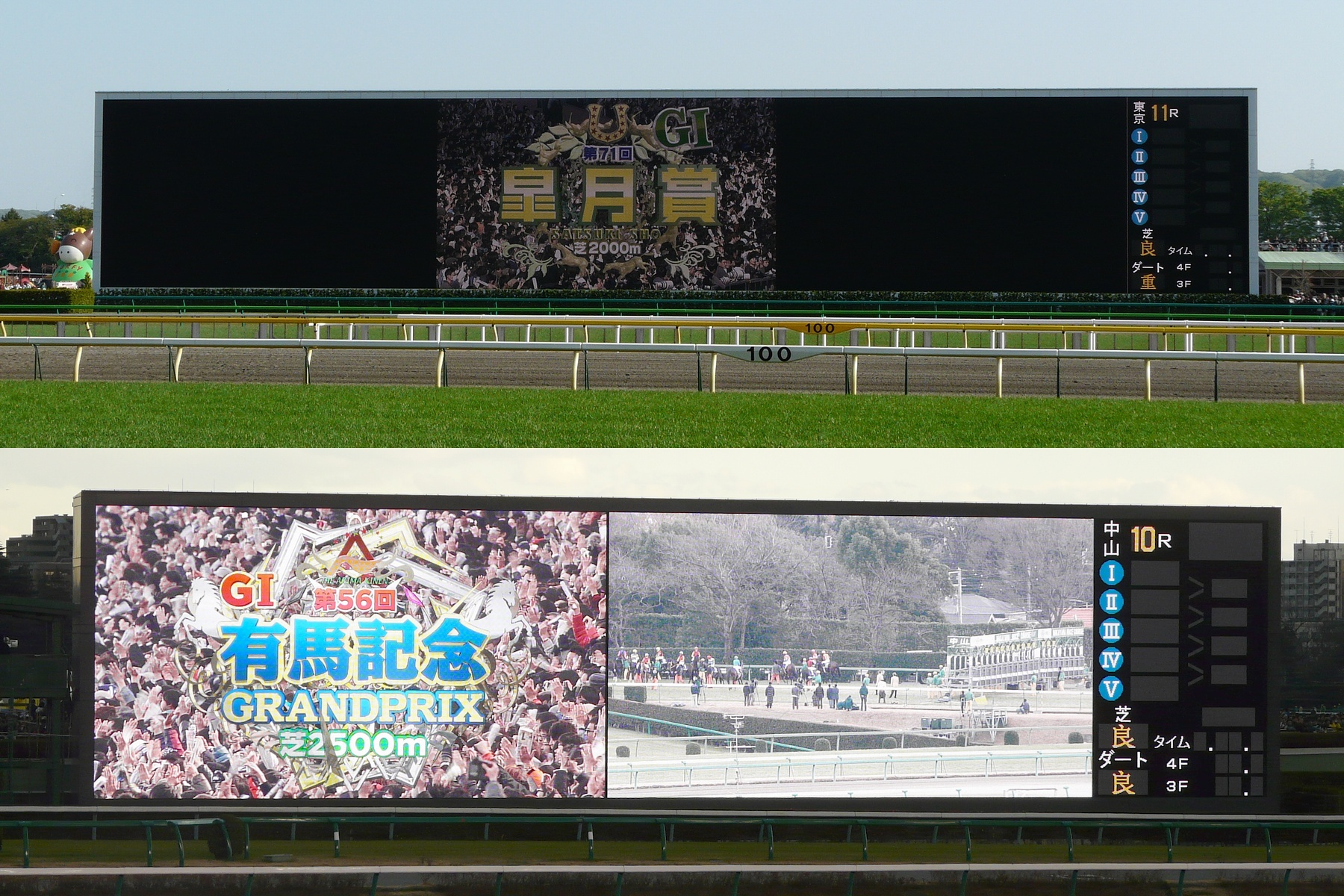
ターフビジョン

主にスタンド前や馬場内地区、競馬場によってはパドック付近にいる来場者に情報を提供するために設置される。レース映像や馬場入場の放映、払戻金の表示等を行う。
同装置は、1988年より中央競馬では「ターフビジョン」と総称されるようになった。
日本で初めて大型映像装置が設置されたのは東京競馬場で、1984年10月のことである。大型映像装置が設置されるまで、向正面の攻防は、双眼鏡を手にしながら見るしかなかったために、大型映像装置の設置によって競馬観戦のスタイルが一新された。大型映像装置が設置されて初めて行われた重賞である毎日王冠では、3〜4コーナーにかけて一気に捲りを見せたミスターシービーの走りが大型映像装置に映し出された時に、場内から大歓声が沸きあがったという。
2006年秋季に、東京競馬場に設置された三菱電機製ターフビジョンが面積660 m2で世界最大の大型映像装置となった（2007年秋に京都競馬場にも東芝製大型ターフビジョンを設置）。地方競馬では、川崎競馬場にあるFUJITSU製「キングビジョン」が面積496 m2、最大視認距離は250 mで、設置当時は世界最大であった。
また、ホッカイドウ競馬では、経費削減の観点から、門別競馬場には大型映像装置が存在せず、可動式の映像装置を使用する。札幌競馬場には、設備として大型映像装置が存在するが、ホッカイドウ競馬の場外発売所として使用する場合は大型映像装置を使わず、可動式映像装置を使用する。

### 着順掲示板
レース走行中は先行の3頭、入線後は上位5着までの着順が点滅しながら表示される。最近では、着順掲示板が大型映像装置と一体となって設置されている場合が多い（東京競馬場や船橋競馬場など）。
2014年7月よりJRA全ての競馬場では、フルカラーLEDを使用して、レースの着順が確定した時には赤色を背景に白抜き文字で「確定」が表示され、着順表示の点滅が止まり、審議が行われている時は、青色を背景に白抜き文字で「審議」の文字が表示され、着順が点滅するものになっている。
他には着差やレースのタイム、馬場状態等が掲示されている。フルカラーLED採用前のタイプは、レースの着順が確定した時に「確」の文字が表示され赤ランプが点灯し、着順表示の点滅が止まり、審議が行われている時には「審」の文字が表示され青ランプが点灯するものだった。なお、審議により降着等があって、レースが確定した場合に用いられていた、上が赤で下が緑のランプは、中央競馬全場で使用されないことになった。
地方競馬では点滅やランプ色、未確定時の表示方法などについては、競馬場により異なる。色ランプが無く文字のみの所が多く、未確定時には「未」「通過」などの文字が表示される所もある。

### 賞典台

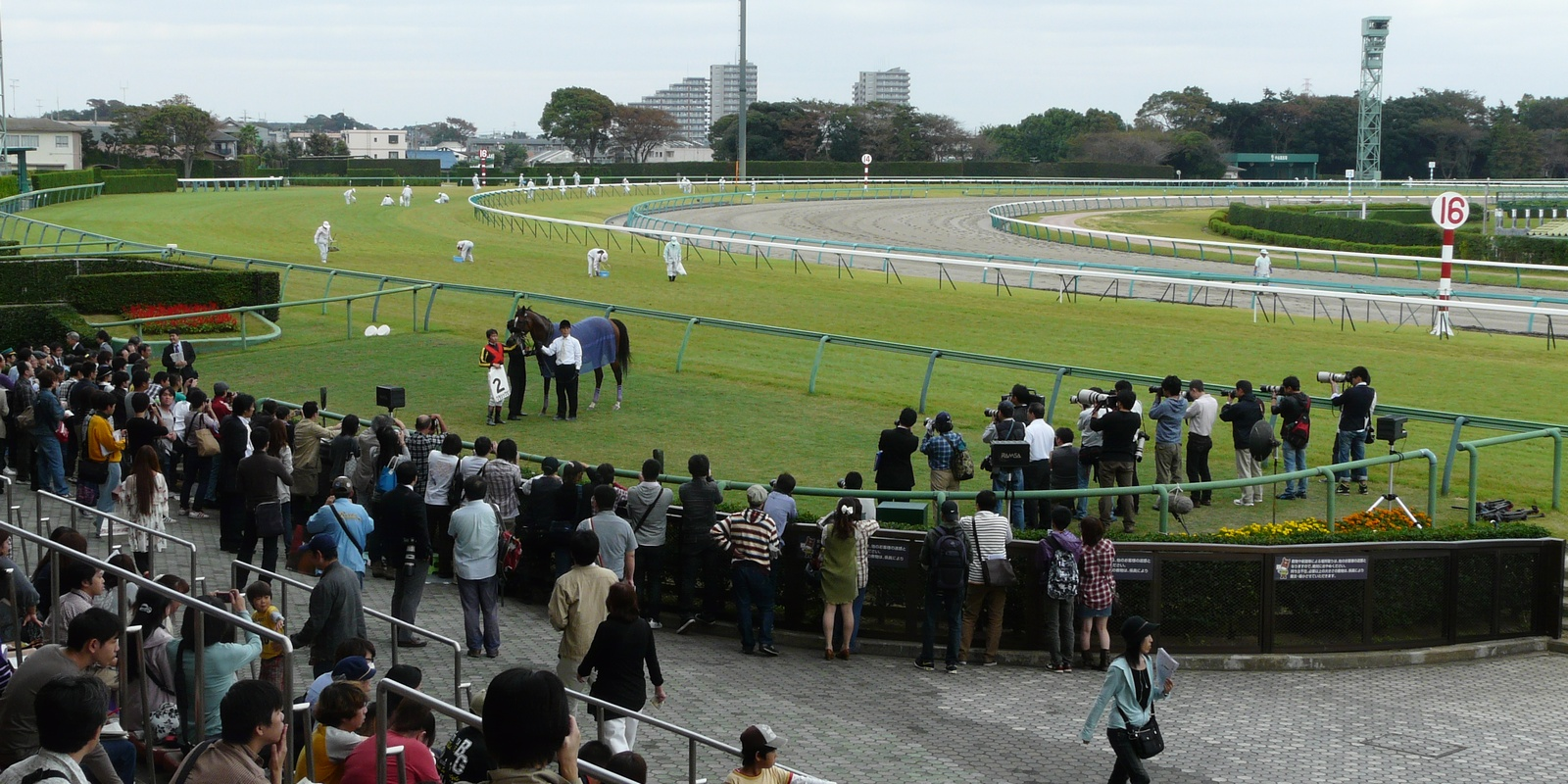
中山のウイナーズサークル

レースで優勝した競走馬の関係者（調教師、厩務員、馬主、生産者など）を表彰するための場所。各種イベントの際に使用されることもある。中央競馬の競馬場では「ウイナーズサークル」と呼称する。

### 駐車場
大都市部以外の競馬場では数千台規模の駐車場を整備している所も珍しくなく、最大とされる佐賀競馬場は収容台数1万台という巨大駐車場を整備している。競馬場の馬場の内側にも来場者用の駐車場を設置している所も見られる。

### バスターミナル
後述の送迎バスを運行している競馬場の多くでは入場門付近にターミナルが設置され、来場者の乗降が行われる。また、大井競馬場などではこのターミナルが非開催日にもバスターミナルとして使用されており、都営バスの一般路線（品93：目黒駅〜品川駅〜大井競馬場）の折返場としても使用されている。

## 競馬場へのアクセス方法

### 自動車
自動車を利用して来場する場合には駐車場の確保が問題となる。前述のように敷地内に駐車場を整備している競馬場もあるほか、周囲や隣接地に駐車場が用意されている場合もある。ただしその規模は競馬場の立地条件によって大きく異なり、特に大都市圏の競馬場ではその規模や来場者数に対して駐車場の収容能力が全く不足しており開催日には周辺地域に激しい渋滞を起こしている競馬場も見られる。そのため、一般の来場者に対しては電車などの公共交通機関での来場をPRする場内放送を恒常的に流している競馬場も少なくない。また、多くの競馬場では至近の駐車場は関係者や馬主の専用駐車場として使用されている。他方、市街地に所在する競馬場では、駐車場用地の不足を補うために立体化したりといったことが行われている。なお、競馬場が自前で用意している駐車場の他にも周辺では民間の有料1日駐車場が多く見られる。

### バス
多くの競馬場では、開催日には最寄の鉄道駅との間を連絡する送迎バスを運行している。特に鉄道駅と大きく離れている門別競馬場は札幌駅から、名古屋競馬場（愛知県弥富市への移転後）は名古屋駅や旧名古屋競馬場（現：サンアール名古屋）などから比較的長距離の送迎バスが運行されている。

### 鉄道
競馬場へのアクセスを主目的として設置されている鉄道の駅および路線、路面電車の停留所が存在する。中には改札口などの駅構造に余裕を持たせて、メインレース後などの一時的な大量の乗客を確実に捌けるだけの設備が確保されている駅もある。
- 札幌競馬場
  - 桑園駅（JR北海道函館本線・学園都市線） - 元来は札幌競馬場へのアクセス駅として開設。競馬開催に合わせ快速列車の臨時停車が実施されていた（のち廃止）ものの、2024年3月のダイヤ改正で駅自体が快速停車駅に昇格された。
- 函館競馬場
  - 競馬場前電停（函館市電）
- 東京競馬場
  - 府中競馬正門前駅（京王競馬場線、東京競馬開催日や一部の場外発売日は当駅始発の京王新宿駅行の臨時直通特急が運行される）
  - 府中本町駅（JR東日本南武線・武蔵野線。東京競馬開催時・場外発売時のみ使用される臨時改札口と東京競馬場までの専用連絡歩道がある）
  - 是政駅（西武多摩川線、JRAにより公式に最寄駅とされていたが、2023年9月の時点で至近となる南門が閉鎖されているため、競馬場HPのアクセスの記載から外されている[21]。ただし大回りで西門などから入場する事は可能）
  - 東府中駅（京王線、特急通過駅であるが、東京競馬開催日や一部の競馬開催日について特急が臨時停車する）
- 中山競馬場
  - 船橋法典駅（JR東日本武蔵野線、中山競馬開催時・場外発売時は臨時改札口から競馬場に直結する専用地下通路「ナッキーモール」を利用できる）
  - 東中山駅（京成本線、元来は中山競馬場前駅の名で臨時駅として開設され、常設駅昇格時に現在の東中山駅に改名されている。中山競馬開催時は一部特急列車が臨時停車となる）
- 船橋競馬場
  - 船橋競馬場駅（京成本線、競馬場開設により花輪駅から改称。ただし特急停車駅ではない）
- 大井競馬場
  - 大井競馬場前駅（東京モノレール、一部の大井競馬重賞開催日について空港快速が臨時停車する）
  - 立会川駅（京急本線、2022年4月より副駅名として「大井競馬場」が追加された）
- 中京競馬場
  - 中京競馬場前駅（名鉄名古屋本線、競馬開催日は一部の特急と日中の急行全列車が臨時停車する）
- 笠松競馬場
  - 笠松駅（名鉄名古屋本線）
- 京都競馬場
  - 淀駅（京阪本線。京都競馬開催時・場外発売時のみ使用される臨時改札口があり、連絡通路で入場門・ステーションゲート2階へ直結している。京都競馬開催日について快速急行・急行が臨時停車する）
- 園田競馬場
  - 園田駅（阪急神戸線）
- 姫路競馬場
  - 野里駅（JR西日本播但線）
  - JR西日本の姫路駅や山陽電気鉄道の山陽姫路駅から無料送迎バス有
- 阪神競馬場
  - 仁川駅（阪急今津線。東改札口前に競馬場に直結する地下連絡通路への入口があり、阪神競馬開催時・場外発売時に利用できる。阪神競馬開催日について当駅始発の大阪梅田駅行臨時急行が運行される）
- 小倉競馬場
  - 競馬場前駅（北九州モノレール）

「競馬場」の名は駅名に冠していないが、開催日や場外発売日にのみ使用される改札口や競馬場への専用通路が整備されている最寄駅も存在する（府中本町駅、淀駅、仁川駅など）。また、競馬場に近接するものの競馬場の名を冠さず競馬場のための特別の案内や設備は臨時出札口程度で特段行っていないが、開催時には最寄駅として機能する駅もある（川崎競馬場最寄の京急港町駅）。中には中山競馬場最寄の船橋法典駅のように競馬場への専用改札口から競馬場までの長さ1キロ弱の専用地下通路など、大量の来場者をスムーズに誘導するための大規模な設備がなされている場所も見られる。

## 競馬場の廃止・移転と跡地
廃止・移転された競馬場跡地が区画整理されず住宅地化された場合、走路の全部または一部が道路に転用され、楕円形の街並みが形成されることがある。岡山大学准教授の樋口輝久らが2014年、農地や公園など以外に跡地が使われた全国の競馬場跡158カ所を航空写真などから調べたところ、32カ所で走路の痕跡が確認され、このうち松江競馬場跡（島根県松江市）はほぼ完全に残り、青森競馬場跡（青森市）や鹿屋競馬場跡（鹿児島県鹿屋市）では9割程度が残っており、迷い込んで同じ道を何度も回ってしまう自動車や自転車も見かけられる。